# 柴峰
柴峰（1886年—1970年），字冰梅，甘肃兰州西固柴家台人，中华民国第一届监察委员。

## 生平
柴峰早年作为甘肃第一位女留学生赴美国留学，获欧柏林学院学士学位与哥伦比亚大学硕士学位。回国后她曾任教于上海商业专门学校、北京中国大学、山东商业专门学校等校。1948年，出任中华民国行宪后第一届监察委员。后随国民政府迁台并继续担任监察委员。1970年在台逝世。

## 家庭
柴峰之父柴朴为光绪二十年进士，其弟柴春霖则为行宪后第一届立法委员。柴峰丈夫赵国栋曾任开滦矿务局、津浦铁路、西北公路局技正。赵国栋之妹即“赵四小姐”、张学良夫人赵一荻。